# Charters Towers
Charters Towers es una localidad australiana situada 120 kilómetros al oeste de Townsville, en el estado de Queensland en el noreste de Australia. Charters Towers tiene unos 13 000 habitantes y fue fundada debido a su ubicación cercana a muchos depósitos de oro. Charters Towers es también un centro de educación privada y cuenta con numerosos colegios y escuelas. La ciudad ha sido propuesta como capital de un hipotético estado de Queensland del Norte.